# Amylostereum areolatum
Amylostereum areolatum es una especie de hongo de corteza. Originalmente denominado Thelephora areolata en 1828, su nombre actual le fue dado por el micólogo francés Jacques Boidin in 1958.